# Sai (arma)

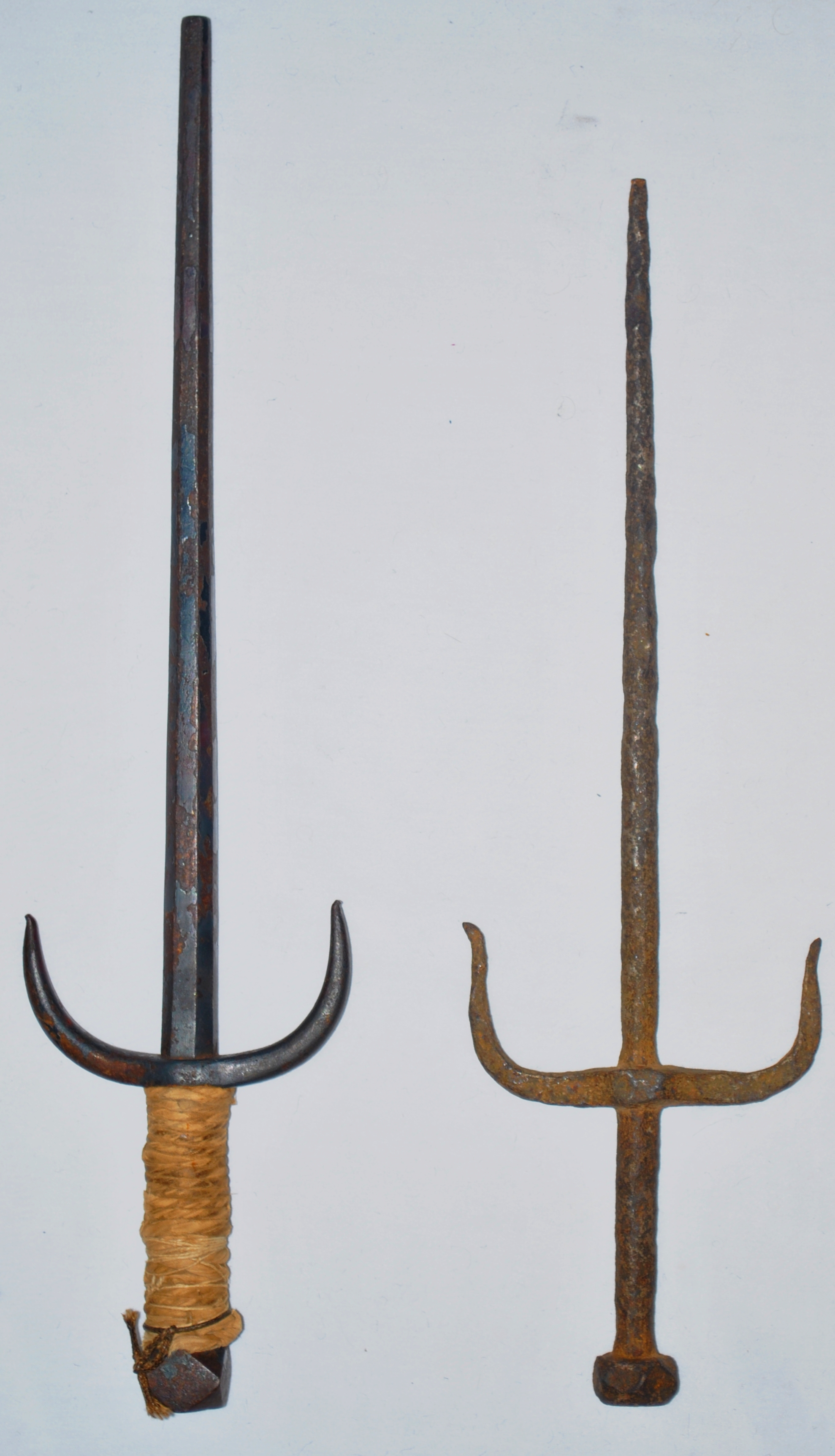
Sai moderno (sin filo y sin punta) y antiguo (con filo y punta) del kobudo de Okinawa.

El sai (釵) es un arma de origen asiático pero preservada en su manejo en okinawense. Se cree que fue una herramienta agrícola que se convirtió en arma, pero también se afirma que evolucionó desde un principio como un arma. Su forma básica es la de una daga sin filo pero con una aguda punta, con dos largas protecciones laterales ('guarda manos' o tsuba en japonés) también puntiagudas, unidas a la empuñadura. Los sai se construyen de variadas formas, en algunos, la punta central es redonda y lisa, mientras que otros es octagonal. El tsuba es tradicionalmente simétrico, con ambas puntas apuntando hacia el frente, sin embargo existen algunas variaciones del Sai. En el diseño del Manji Sai desarrollado por Taira Shinken las puntas están opuestas, esto es, una punta hacia el frente y otra hacia atrás. Otra variante es el jitte, el que fue muy usado por la policía japonesa en el período del Edo, este tiene solo una punta en el tsuba en la misma dirección de la punta principal.

## Uso tradicional
La utilidad de los sai como arma se debe a su característica forma. Tradicionalmente, los sai se llevaban en la cintura, dos a los lados, como armas primarias, y un tercero guardado detrás, para lanzarlo o reemplazar uno que hubiera sido arrebatado, o perdido. Los sai se usan hoy día como arma defensiva, se pueden bloquear golpes y atacar de forma punzante usando la aguda punta central o golpeando de forma contundente con la parte lateral de la punta central o con la base de la empuñadura. También pueden usarse como arma arrojadiza, teniendo un radio de acción mortal de alrededor de 3 metros.
Los sai pueden ser utilizados con eficacia contra una katana (espada japonesa) atrapando y aún doblando la hoja de la espada con uno de los tsuba o contra un bō (bastón largo) usándolos de la misma manera. Los expertos pueden retener el arma de un oponente y desarmarlo con un giro de la muñeca. En caso de ser usado como arma arrojadiza, el sai de hierro (o acero contemporáneo) a pesar de ser pesado, está bien equilibrado y con suficiente fuerza puede lanzarse. Hay diversas formas de manejar los sai con las manos, lo que los convierte en armas muy versátiles, pudiéndose usar además tanto como arma letal y no-letal.
El sai es un arma tradicional incluida en el plan de estudios de las escuelas del arte marcial del Kobudō (escuelas dedicadas a la enseñanza del manejo de armas tradicionales) y en varias escuelas de karate de Okinawa que aún incluyen esta disciplina, en su programa de grados, junto con la enseñanza de otras armas tradicionales, como el bo, las tonfa, las Kama (arma), los tekko, etc.

## En la cultura popular
El uso retratado en películas y videojuegos tiene poco o nada que ver con sus aplicaciones, historia o tradición.
Algunos ejemplos de Sai en la cultura popular:
- Rafael, personaje de las Tortugas Ninja, es conocido por usar Sai.
- Elektra Natchios, personaje Marvel Comics, utiliza Sai.
- En la película La Momia 2, se pueden observar peleas de Sai. (Aparecen fuera de contexto, pues esta película está ambientada en el Antiguo Egipto).
- Mileena de Mortal Kombat usa los sais como arma primaria.
- Gabrielle de Xena: la princesa guerrera utiliza dos sai para combatir en las últimas temporadas de esta serie de televisión.
- Neo, en la película The Matrix Reloaded, utiliza un par de sai en la pelea contra los subordinados del Merovingio
- En el videojuego Patapon 3 es un arma que solo la clase Myamsar puede usar.
- En la película G.I. Joe 2, el actor Lee Byung Hun, quien interpreta a Storm Shadow, utiliza sais para defenderse.
- En el juego Metal Gear Rising: Revengeance son usadas por Monsoon y son adquiridas después de vencerlo. Tienen propiedades magnéticas.
- En la serie Crayon Shin Chan, Tane Igasimasuyama la ama de llaves de la señora Ujuin maneja un Sai para asustar a los que intentan pintar en el muro de la casa, aparece en el capítulo 133 (hago Grafitis en la pared).
- En el MOBA Smite el ítem Sais de Qin otorga un aumento de 40 puntos de daño y 15% de velocidad de ataque.
- En la segunda temporada de la serie Into the Badlands, el villano Quinn utiliza un par de sais en su combate final contra Sunny.
- En el álbum Scaled and Icy del dúo musical Twenty One Pilots se muestra un Sai en la portada del álbum, el nombre de este también forma las siglas "SAI".
- Chozen Toguchi, personaje de la serie Cobra Kai, en la quinta temporada utiliza los Sai para enfrentar a Terry Silver.